# フィウメフレッド・ディ・シチーリア
フィウメフレッド・ディ・シチーリア（イタリア語: Fiumefreddo di Sicilia）は、イタリア共和国シチリア州カターニア県にある、人口約9,400人の基礎自治体（コムーネ）。

## 地理

### 位置・広がり
カターニア県のコムーネ。県都カターニアから北北東へ34kmの距離にある。

#### 隣接コムーネ
隣接するコムーネは以下の通り。
- カラタビアーノ - 北
- ピエディモンテ・エトネーオ - 西
- マスカリ - 南

## 行政

### 分離集落
以下の分離集落（フラツィオーネ）がある。
- Borgo Valerio, Botteghelle, Castello, Civì, Diana, Feudogrande, Gona-Vignagrande, Ponte Boria, Liberto, Torrerossa